# Guadalupe Tlapizalco
Guadalupe Tlapizalco är en ort i Mexiko.   Den ligger i kommunen Zumpahuacán och delstaten Mexiko, i den sydöstra delen av landet, 80 km sydväst om huvudstaden Mexico City. Guadalupe Tlapizalco ligger 1 802 meter över havet och antalet invånare är 1 000.
Terrängen runt Guadalupe Tlapizalco är huvudsakligen kuperad, men den allra närmaste omgivningen är platt. Runt Guadalupe Tlapizalco är det tätbefolkat, med 427 invånare per kvadratkilometer. Närmaste större samhälle är Ixtapan de la Sal, 8,0 km sydväst om Guadalupe Tlapizalco. I omgivningarna runt Guadalupe Tlapizalco växer huvudsakligen savannskog.